# District de Miura
Le district de Miura (三浦郡, Miura-gun) est un district de la préfecture de Kanagawa au Japon.
Lors du recensement de 2000, sa population était de 30 413 habitants pour une superficie de 17 km2.

## Commune du district
- Hayama